# Fomites libyae
Fomites libyae — вид викопних грибів міоценового періоду, що належить до монотипового роду Fomites. Виявлений у Лівії, звідки й назва.